# Marxistisch-Leninistische Partei Deutschlands
Die Marxistisch-Leninistische Partei Deutschlands (MLPD) ist eine kommunistische deutsche Kleinpartei. Sie wurde am 20. Juni 1982 gegründet und ging aus dem von 1972 bis 1982 bestehenden Kommunistischen Arbeiterbund Deutschlands (KABD) hervor.
Die MLPD tritt in ihrer Selbstdarstellung für eine revolutionäre Vergesellschaftung der Produktionsmittel ein. In Theorie und Praxis orientiert sich die Partei an Karl Marx, Friedrich Engels, Wladimir Iljitsch Lenin und Ernst Thälmann. In ihren Schriften bezieht sich die MLPD auf Josef Stalins Interpretationen des Marxismus und des Leninismus sowie dessen Erweiterung durch Mao Zedong (Maoismus).
Erklärtes Ziel der MLPD ist die Errichtung einer sozialistischen Diktatur des Proletariats als Übergangsstadium zur klassenlosen kommunistischen Gesellschaft. Die Partei hatte 2022 ein Reinvermögen von etwa 5,6 Millionen Euro und ist im Verhältnis zu ihrer Größe aufgrund millionenschwerer Vermächtnisse vermögend.
Bei Wahlen auf Bundes- und Landesebene erhielt die MLPD keine Mandate.
Die Partei wird vom Verfassungsschutz beobachtet, weil ihre Zielsetzungen von ihm als verfassungsfeindlich eingestuft werden.

## Inhaltliches Profil

### Weltanschauliche Grundlagen
Die MLPD beruft sich auf die Ideologie des Marxismus-Leninismus, die sie als Philosophie und Methode zum Verständnis der Wirklichkeit und deren bewusster Veränderung sieht. „Der schöpferische Charakter des Marxismus-Leninismus hat seine Grundlage in der materialistischen Dialektik als Theorie und Methode. Diese Weltanschauung ist der dialektische und historische Materialismus.“ Nach dieser Auffassung obliegt ihr die Aufgabe, den Marxismus-Leninismus ständig weiterzuentwickeln. Eigentümlich ist die Betonung der proletarischen Denkweise. Die MLPD sieht das Übergreifen einer kleinbürgerlichen Denkweise auf die Partei- und Staatsführungen der DDR, der Sowjetunion und Chinas als tiefere Ursache des Scheiterns des sozialistischen Weges in diesen Ländern.

### Sozialistische Programmatik
Nach Darstellung der MLPD werden im echten Sozialismus Prinzipien verwirklicht, wie sie vor allem in der Pariser Kommune, in der Sowjetunion unter Lenin und später Stalin sowie in der Volksrepublik China unter Mao Zedong entwickelt, praktiziert und weiterentwickelt wurden. Dabei handele es sich besonders um Methoden zur Verwirklichung und Verteidigung der Herrschaft der Arbeiterklasse im Bündnis mit allen anderen werktätigen Schichten vor allem über die ehemaligen Kapitalseigner: Umfassende fachliche und politische Bildung der Werktätigen sowie Unterstützung und Förderung ihres politischen Engagements und ihrer Organisiertheit; darüber hinaus Wählbarkeit, Rechenschaftspflicht und Abwählbarkeit von Funktionären, Beschränkung ihrer Gehälter auf durchschnittlichen Arbeiterlohn etc.

### Bundestagswahlprogramm 2025
In ihrem Bundestagswahlprogramm setzt sich die MLPD ein für eine andere Gesellschaft, den echten Sozialismus. Ihr Hauptslogan: „Make Socialism great again“. Die MLPD kandiert für „Arbeitsplätze für Millionen“, was sie nur mit einem Kampf um jeden Arbeits- und Ausbildungsplatz für durchsetzbar hält. Radikale Maßnahmen gegen die begonnene globale Umweltkatastrophe sind für sie verbunden mit der Durchsetzung der „Umstellung auf 100 Prozent erneuerbare Energien bis 2030“. Sozialpolitisch tritt die Partei ein für: „18 Euro Mindestlohn; Arbeitslosengeld I für die Dauer der Arbeitslosigkeit; 1.250 Euro Mindestsicherung. Aber jeder, der arbeiten kann, soll auch arbeiten“. Zur Finanzierung hält sie eine Sozialsteuer von 8 Prozent vom Umsatz erforderlich, zahlen sollen allein die Unternehmen. „Arbeiter, kleine und mittlere Betriebe würden entlastet. Bezahlen müssten die Monopole.“ Hinsichtlich der Situation von Familien und Frauen fordert die MLPD „Kostenlose Ganztagesbetreuung, Schluss mit der Kriminalisierung von Abtreibung, Recht auf sexuelle Selbstbestimmung, für die wirtschaftliche, soziale und kulturelle Gleichstellung der Frau“. Internationale Solidarität setzt die MLPD der „Konkurrenz zwischen alten und neuen Weltmächten“ entgegen, die immer häufiger militärisch ausgetragen wird. Politisch erklärt sie sich ausdrücklich gegen die AfD, „Wer AfD wählt, wählt Faschismus“. Ihre Forderungen hat sie in einem „10 Punkte Zukunftsprogramm“ zusammengefasst.

### Umweltpolitik und Zukunftsvorstellungen vom „echten Sozialismus“
Der IX. Parteitag 2012 fasste den Beschluss, die Umweltarbeit zur zweitwichtigsten Kampflinie zu erheben. Nach Ansicht der MLPD befindet sich die Erde in einem „beschleunigten und erweiterten Übergang der Umweltkrise in eine globale Umweltkatastrophe“, die die Lebensgrundlagen der Menschheit bedrohe. Daher sei die „drohende Zerstörung der Einheit von Mensch und Natur“ zu einer „zentralen Frage des Klassenkampfs“ geworden. Um weiterhin Maximalprofite zu erzielen, sei die systematische Umweltzerstörung durch die kapitalistische Produktion zu einer allgemeinen Notwendigkeit geworden. Die Partei sieht einen Ausweg im durch eine internationale Revolution zu errichtenden Sozialismus und Kommunismus, ohne den die Menschheit dem Untergang geweiht sei.
In diesem Zusammenhang hat sie einen umfangreichen umweltpolitischen Forderungskatalog („Kampfprogramm“) aufgestellt, in dem sie auf Kosten der Profite unter anderem Stopp der Rodung der Wälder und Wiederaufforstung, Ersetzen fossiler Brennstoffe durch regenerative Energien und gesunde Arbeits- und Lebensbedingungen fordert.
Die Partei fordert einen Wandel der grundsätzlichen Leitlinien der Produktions-, Denk-, Arbeits- und Lebensweise sowie der wissenschaftlichen Tätigkeit. Ständiges Wachstum der Produktion und Profite, Ausrichtung der Medien, der Bildung, der öffentlichen Meinung auf die Profitwirtschaft und die systematische Leugnung der allseitigen „Einheit von Natur und Mensch“ sowie Massenkonsum und Ressourcenverbrauch „ohne Rücksicht auf Verluste“ müssten überwunden werden. Dieser „gesamtgesellschaftliche Paradigmenwechsel“ sei zwar sofort notwendig, um „die Einheit von Mensch und Natur zu retten“, doch eine radikale Veränderung der Produktions- und Konsumtionsweise, der Denkweise und im Arbeitsprozess erfordere zunächst eine Umwälzung der Machtverhältnisse. Durch die Aufhebung des Warenverhältnisses könne in der zukünftigen Diktatur des Proletariats die Befriedigung der menschlichen Bedürfnisse in Einheit mit der Natur im Zentrum stehen. Dabei sei ein ständiger „Klassenkampf um die Veränderung der Denkweise in der sozialistischen Gesellschaft“ eine Grundvoraussetzung.

### Kritik am „Revisionismus“ ausgehend vom 20. Parteitag der KPdSU 1956
Bezogen auf die marxistisch-leninistischen Prinzipien kritisierte die MLPD die ihrer Einschätzung nach revisionistische Entwicklung der Sowjetunion seit dem XX. Parteitag der KPdSU 1956, auf dem die Diktatur des Proletariats durch die Herrschaft einer neuen Bürokratenklasse unter der Führung Nikita Chruschtschows ersetzt worden sei. Dieses Ereignis sei das Resultat heftiger Klassenkämpfe in der Sowjetunion gewesen, in denen die aufrechten Marxisten-Leninisten schwere, auch historisch bedingte Fehler begangen hätten. Ihre Machtergreifung rechtfertigte die neue Herrscherklasse laut MLPD zunächst mit der vorgetäuschten Kritik am „angeblichen Personenkult“ um Stalin und der Verbreitung einer unsachlichen und verleumderischen Darstellung von dessen Politik und seiner Person. Daraufhin seien systematisch die wissenschaftlichen Grundlagen des Marxismus-Leninismus verfälscht worden, um die Arbeiterklasse und die Volksmassen zu täuschen und eine schrittweise Wiederherstellung kapitalistischer Verhältnisse „unter sozialistischem Deckmantel“ zu ermöglichen, verbunden mit dem schrittweisen Abbau sozialistischer Errungenschaften.
So hätten die Revisionisten zunächst die Generallinie der „friedlichen Koexistenz mit dem Imperialismus“ und die Theorie des „friedlichen Wegs zum Sozialismus“ eingeführt. Bis zum XXII. Parteitag 1961 sei unter anderem mit der Theorie vom „Staat des ganzen Volkes“ die revisionistische Theorie zu einem allseitigen System ausgebaut worden. Kritiker und aufrechte Marxisten-Leninisten seien fortan verfolgt und unterdrückt worden. So hätten die neuen Herrscher in Partei-, Wirtschafts- und Staatsführung ihre ökonomischen Privilegien erweitert und ihre politische Vormachtstellung gefestigt. Im Gefolge der Restauration des Kapitalismus in der Sowjetunion sei es auch in anderen zuvor sozialistischen Ländern zur Wiederherstellung kapitalistischer Verhältnisse gekommen, da die revisionistischen Führer der KPdSU auf die Innenpolitik jener Länder teilweise massiv Einfluss genommen hätten. Auf diese Weise seien diese Länder in „neokoloniale Abhängigkeit“ von der UdSSR gebracht worden. Vor dem Hintergrund ökonomischen Konkurrenzdrucks und militärischer Bedrohung durch den westlichen Imperialismus seien diese Vorgänge Ausdruck der Entwicklung der Sowjetunion zu einem imperialistischen Staat („Sozialimperialismus“) und der Mitglieder des RGW und des Warschauer Pakts zu einem neuen imperialistischen Block unter sowjetischer Führung gewesen. Letztendlich hätte die Restauration des Kapitalismus so zum vollständigen Zerfall und Zusammenbruch dieser ehemals sozialistischen Länder geführt.

### Konsequenzen aus der Wiederherstellung des Kapitalismus in ehemals sozialistischen Ländern
Laut Aussagen der MLPD habe Mao Zedong diese Entwicklung frühzeitig erkannt und nachgewiesen, dass die Gefahr, dass diese sich in anderen sozialistischen Ländern wiederholen würde, eine Gesetzmäßigkeit sei. Die wesentliche Schlussfolgerung Mao Zedongs sei die Mobilisierung einer Massenkritikbewegung gegen solche Funktionäre gewesen, die bewusst oder unbewusst revisionistische Ansichten vertraten oder eine revisionistische Politik betrieben. Durch das Organisieren der Kulturrevolution sei es in China unter Maos Führung gelungen, die Diktatur des Proletariats zu verteidigen, bis nach seinem Tode 1976 auch dort ein bürokratischer Staatskapitalismus etabliert worden sei. Aus diesen Erfahrungen zog die MLPD die Schlussfolgerung, der „echte Sozialismus“ lasse sich nur mit einer „proletarischen Denkweise“ erfolgreich erkämpfen und aufbauen.

### Frauenpolitik
Die Frauenpolitik ist eines der Felder, auf denen die MLPD für sich beansprucht, den Marxismus-Leninismus theoretisch und praktisch weiterentwickelt zu haben. Ausdrücklich kritisiert die MLPD in ihrer Schrift „Neue Perspektiven für die Befreiung der Frau“ 2000, die Auffassungen der KPdSU zu Zeiten Stalins. Demnach hatte die KPdSU ein einseitig auf die Produktion bezogenes Verständnis von Ökonomie und vernachlässigte die „Seite der Familie, die Erhaltung und Fortpflanzung des Menschen“. Sie bezeichnet dies als Verdrängung des doppelten Produktionsbegriffs, den Marx so kennzeichnete: „Nach der materialistischen Auffassung ist das in letzter Instanz bestimmende Moment in der Geschichte: die Produktion und Reproduktion des unmittelbaren Lebens. Diese ist aber selbst wieder doppelter Art. Einerseits die Erzeugung von Lebensmitteln, von Gegenständen der Nahrung, Kleidung, Wohnung und den dazu erforderlichen Werkzeugen; andrerseits die Erzeugung von Menschen selbst, die Fortpflanzung der Gattung.“ Kritisch positioniert sich hier die MLPD zur Verdrängung dieses Begriffs in der Arbeiter-, Gewerkschafts- sowie kommunistischen Bewegung nach Karl Marx sowie die daraus folgende einseitige Betonung der Produktionsarbeit.
In dieser Schrift wird die Auffassung der MLPD entwickelt, dass dieses einseitige Verständnis dazu geführt hat, die „doppelte Ausbeutung und besonderen Unterdrückung“ der Frau nicht anzuerkennen. Nach dieser Auffassung drückt sich die doppelte Ausbeutung der Frau in ihrer schlechteren Bezahlung aufgrund des niedrigeren Wertes der „Ware Arbeitskraft“ der Frau aufgrund ihrer gegenüber dem Mann stärkeren Einbindung in die häusliche Arbeit aus. Die „besondere Unterdrückung“ zeigt sich in einem systematisch tradierten Familienbild mit einer ganzen Palette von Normen und Rollenzuschreibungen und daraus folgender Diskriminierung. Die MLPD bezieht sich auf die Auffassung der Sozialistin Clara Zetkins, wonach die besondere Unterdrückung alle Frauen betrifft, selbst diejenigen aus den gesellschaftlich privilegierten Schichten.

### „System der Selbstkontrolle“
Die MLPD bezeichnet sich selbst als eine „Partei neuen Typs“, die aus der Kritik am „Verrat an den kommunistischen Idealen“ entstanden sei. Die Partei gibt an, ein „System der Selbstkontrolle“ zu organisieren, um einem erneuten Verrat durch eine „kleinbürgerliche Entartung“ der Organisation vorzubeugen. Dieses System bestehe aus der Selbstkontrolle der einzelnen Mitglieder, aus von der Parteibasis ausgehender Kontrolle gegenüber Leitungsgremien sowie unabhängiger Kontrolle gegenüber Leitungsgremien durch Kontrollkommissionen, die die „Entfaltung von Kritik und Selbstkritik in der gesamten Partei“ zu schützen hätten. Ideologische Schulung spielt daher eine zentrale Rolle im Aufbau der MLPD.

### Überfall auf die Ukraine und Krieg in Israel und Gaza
Der durch den russischen Überfall auf die Ukraine im Februar 2022 ausgelöste Ukrainekrieg wird von der Partei als „von beiden Seiten ungerechter Krieg zwischen dem neuimperialistischen Russland und der kapitalistischen Ukraine“ sowie als Konsequenz imperialistischer Bestrebungen der NATO verurteilt. Die „neuimperialistische“ Entwicklung Russlands rührt laut Partei aus dem Bestreben Putins her, eine „von Russland dominierte Eurasische Union von Lissabon bis Wladiwostok“ zu errichten. Nach dem Terrorüberfall der Hamas auf Israel am 7. Oktober 2023 warf die MLPD Israel erneut vor, eine imperialistische Politik zu betreiben und einen Vernichtungsfeldzug gegen die palästinensische Zivilbevölkerung zu führen. Die Hamas selbst wird von der Partei jedoch als „faschistisch“ eingestuft. Als solidarisch bezeichnet sich die Partei hingegen mit dem von ihr so bezeichneten Befreiungskampf des palästinensischen Volkes im Sinne einer internationalen sozialistischen Revolution.

### Differenzen zu anderen linken Strömungen
Laut MLPD hat die Hinzufügung „echt“ taktische Bedeutung, um „sich von den verschiedenen Verzerrungen des modernen Revisionismus und Reformismus abzugrenzen“, beispielsweise dem Trotzkismus, der nach Meinung der MLPD „eine kleinbürgerliche Abweichung vom Marxismus“ ist. Auf diese Weise stellt sich die Partei gezielt in Kontrast zu Parteien wie DKP, Die Linke und die Sozialistische Gleichheitspartei. Mit etwa 40 Organisationen mit progressivem Anspruch bildet die MLPD ein „Internationalistisches Bündnis“. Dieses übte 2021 ausdrückliche Solidarität mit der DKP als deren Parteienrechte für die Wahlzulassung vor dem Bundeswahlausschuss in Frage standen. Die MLPD bietet Personen aus dem Internationalistischen Bündnis die Kandidatur auf ihren Liste an und tritt im Wahlkampf als „Internationalistische Liste/MLPD“ auf.

## Praxis

### Betriebe und Gewerkschaften
Die Partei nimmt für sich in Anspruch, vereinzelt in industriellen Großbetrieben Einfluss gewonnen zu haben. Nach eigenen Angaben konzentriert sich die MLPD besonders auf die Gewinnung der entscheidenden Mehrheit des internationalen Industrieproletariats und bezeichnet dies als „die Hauptkampflinie der MLPD“. Ihre Presse- und Internetpublikationen dokumentieren ihre Tätigkeit in Industriebetrieben wie in der Stahlproduktion, Automobil- und Zuliefererproduktion. An verschiedenen nicht-gewerkschaftlichen Streiks waren Mitglieder der MLPD-Betriebsgruppen beteiligt. Gewerkschaftliche Unvereinbarkeitsbeschlüsse in der IG Metall erklären eine gleichzeitige Mitgliedschaft in der MLPD und der Gewerkschaft für unzulässig. So wurde Stefan Engel, der ehemalige Vorsitzende der MLPD, aus der IG Metall ausgeschlossen. Die dagegen gerichtete Klage von Engel wurde letztinstanzlich vom Bundesgerichtshof abgewiesen (AZ: II ZR 255/89). Engel ist seither Mitglied der Gewerkschaft Ver.di. MLPD-Mitglieder sind häufig Mitglied einer Gewerkschaft und üben dort teilweise Funktionen aus.

### Hartz-IV-Proteste
An den Montagsdemonstrationen gegen Sozialabbau ab 2004 nahm die MLPD teil und konnte steigende Mitgliederzahlen verzeichnen. Auftritte auf Demonstrationen, die von der MLPD oder von ihr dominierten Gruppen organisiert wurden, wurden von anderen Hartz-IV-Gegnern als bündnisfeindlich gegenüber der sonstigen außerparlamentarischen Linken kritisiert.

### Internationalistisches Bündnis
Zur Landtagswahl in Nordrhein-Westfalen 2017 und zur Bundestagswahl 2017 beteiligte sich die MLPD am Internationalistischen Bündnis. Diesem Bündnis gehörten neben der MLPD unter anderem der MLPD-Jugendverband Rebell, die Kommunistische Partei der Türkei - Marxistisch-Leninistisch (TKP-ML), die Komalah und u. a. die Bürgergruppen/Vereine des „Demokratischen Komitees Palästinas“ und „die Sympathisanten der PFLP“.
Da das Wahlrecht keine Listenvereinigungen zulässt, trat formal die MLPD unter dem Namen Internationalistische Liste / Marxistisch-Leninistische Partei Deutschlands an und öffnete ihre Listen für die Mitglieder des Bündnisses. Daran gab es Kritik u. a. der Jüdischen Allgemeinen und der israelischen Presse.
Die MLPD bestritt ein Bündnis mit der PFLP und reagierte mit rechtlichen Schritten gegen Volker Beck (Bündnis 90/Die Grünen, Vorsitzender der deutsch-israelischen Parlamentariergruppe), Charlotte Knobloch (frühere Vorsitzende des Zentralrats der Juden), die Zeitung „Jüdische Allgemeine“, den Blog „Ruhrbarone“, die „Berliner Morgenpost“, Frauke Petry (damals AfD) und Georg Pazderski (AfD), aufgrund von Aussagen, wie die Behauptung, dass die PFLP Trägerorganisation des Bündnisses sei und mit der Internationalistischen Liste / MLPD bei den Wahlen antrete, wozu es keine Belege gibt. Auch die PFLP selbst bestritt das Wahlbündnis. Die Klagen gegen Volker Beck und den Zentralrat der Juden, in denen sie die Behauptung, sie wäre in einem Wahlbündnis mit der, von der EU und den USA als Terrororganisation eingestufte, PFLP angetreten, verbieten lassen wollte, verlor sie vor dem Landgericht Hamburg.

## Teilnahme an Wahlen
Bei Wahlen auf Bundes- und Landesebene erhielt die MLPD nie Mandate und auch nie die für eine Wahlkampfkostenerstattung nötige Stimmenzahl von 1 % bei Landtags- oder 0,5 % bei Bundestags- oder Europawahlen.
Zwar blieben die Wahlteilnahmen über die Jahrzehnte erfolglos, doch bieten sie der MLPD zumindest den Vorteil, dass sie die Grundlage für den Erhalt des Status als Partei sind und dies im Rahmen des Parteienprivilegs zu einem erhöhten Schutz vor einem Verbot führt.

### Bundestagswahlen
1983 rief die Partei zum Boykott der Bundestagswahl auf, bei späteren Wahlen erreichte sie Ergebnisse im Promillebereich. 1998 trat die Partei in vier Bundesländern mit Landeslisten an und erzielte weniger als 0,05 %. 2002 kandidierte die MLPD nicht und rief stattdessen wieder zum aktiven Wahlboykott auf. An der vorgezogenen Bundestagswahl 2005 nahm die MLPD in allen 16 Bundesländern mit eigenen Landeslisten teil und konnte 45.116 Zweitstimmen (0,1 Prozent) auf sich vereinigen. Auch 2009 gelang es der MLPD, in allen 16 Bundesländern mit eigenen Landeslisten anzutreten. Sie erreichte 29.551 Zweitstimmen (0,1 %) und 17.552 Erststimmen (0,05 %). Bei der Bundestagswahl 2013 kandidierte die MLPD wiederum in allen Bundesländern und erhielt 12.904 Erststimmen und 24.219 Zweitstimmen (0,1 %). 2017 waren es 35.760 Erststimmen (0,1 %) und 29.785 Zweitstimmen (0,1 %). 2021 erreichte sie mit ihren 16 Landeslisten 22.534 Erststimmen (0,0 %) und 17.799 Zweitstimmen (0,0 %). 2025 hatte die MLPD mit 16 Landeslisten 24.208 Erststimmen (0,0 %) und 19.876 Zweitstimmen (0,0 %).
Auf einer außerordentlichen Sitzung des Bundeswahlausschusses am 10. Dezember 2024 entschied dieser mehrheitlich, dass die MLPD nicht zur Bundestagswahl 2025 zugelassen werden soll. In diesem Sinne votierten die Vertreter von CDU, Bündnis 90/Die Grünen und AfD, während die Vertreter von SPD und FDP sich für die Zulassung aussprachen. Die Bundeswahlleiterin Ruth Brand hatte festgestellt, dass „der MLPD-Vorstand nicht handlungsfähig“ sei. Die MLPD erklärte, gegen diese Entscheidung „mit allen politischen, gesellschaftlichen, juristischen und formalen Mitteln“ vorgegangen zu sein und es sei eine öffentliche Kampagne unter dem Motto „Jetzt erst recht!“ begonnen worden. In kurzer Zeit habe sie 45.000 Unterstützungsunterschriften für ihre Wahlzulassung gesammelt. Am 20. Dezember 2024 informierte das Amt der Bundeswahlleiterin die MLPD, dass sie doch die Voraussetzungen für die Teilnahme an der Bundestagswahl hat. Am 13. Januar 2025 wurde die MLPD als Partei zur Bundestagswahl 2025 anerkannt.

### Landtagswahlen
Bei der Landtagswahl in Sachsen-Anhalt 2006 erzielte die Partei mit 0,4 Prozent (4051 Stimmen) ihr bislang bestes Wahlergebnis, die Landtagswahl 2011 brachte 0,2 % der Stimmen. Die thüringische Landtagswahl 2019 ergab einen Anteil von 0,2 % der Erst- und 0,3 % der Zweitstimmen für die MLPD. Bei der Bürgerschaftswahl in Bremen 2023 entfielen auf die MLPD 0,2 % aller gültigen Zweitstimmen.

### Europawahlen
Bei der Wahl zum Europäischen Parlament 2014 erreichte die MLPD 0,06 % (18.198 Wähler), 2019 0,05 % der Stimmen (18.340 Wähler) und 2024 0,04 % der Stimmen (15.551 Wähler).

### Politik auf kommunaler Ebene
Seit Ende der 1990er Jahre wendet sich die MLPD verstärkt der Kommunalpolitik zu.
Meist arbeitet die MLPD zu und zwischen Kommunalwahlen in so genannten „überparteilichen Personenwahlbündnissen“ mit, häufig unter der Bezeichnung „Alternativ – Unabhängig – Fortschrittlich“ (AUF). So stellte AUF Gelsenkirchen von 1999 bis 2009 zwei Mitglieder im Rat der Stadt, darunter auch Monika Gärtner-Engel, die Ehefrau des Parteivorsitzenden, seit 2009 nur noch eines. 2001 wie 2006 schaffte ebenfalls AUF Kassel den Einzug in den Stadtrat; 2011 gelang ihm das nicht mehr. Im Juni 2004 gelang Wahlbündnissen, die von der MLPD unterstützt wurden, der Einzug in die Stadträte von Eisenach (2 Sitze), Albstadt und Esslingen am Neckar. Bei den Kommunalwahlen im September 2004 in Nordrhein-Westfalen erhielten diese Wahlbündnisse 14 Mandate in neun Kommunen, darunter neben Gelsenkirchen in den kreisfreien Städten Mülheim an der Ruhr und Solingen je zwei Sitze sowie in Essen und Leverkusen je einen Sitz. Von 2004 bis 2007 hatte die MLPD als Partei ein Stadtratsmandat in Wolfen, von 2007 bis 2014 dann in Bitterfeld-Wolfen. Seitdem ist die Partei dort nicht mehr vertreten.
Bei den Kommunalwahlen 2009 verloren die MLPD-nahen Listen in Baden-Württemberg und Thüringen die Hälfte und in Nordrhein-Westfalen etwa ein Drittel ihrer bisherigen Mandate, 2014 konnten sie ihre Sitzzahl insgesamt halten. Der Liste FÜR Esslingen gelang nach fünf Jahren der Wiedereinzug in den Gemeinderat, dagegen verlor Essen steht AUF seinen Sitz im Rat. In Bitterfeld-Wolfen trat die MLPD nicht mehr an. Bei den Kommunalwahlen in Nordrhein-Westfalen 2020 verloren die MLPD-nahen Listen AUF Witten, Solingen aktiv und Linkes Forum Radevormwald ihre Mandate (jeweils eines) und schieden aus den entsprechenden Gemeinderäten aus. Mit Verlusten konnten 2 Mandate in Neukirchen-Vluyn gehalten werden. In Bergkamen verbesserte sich die Liste BergAUF von 2 auf 3 Mandate. 2024 fanden in Thüringen und Baden-Württemberg Kommunalwahlen statt, bei denen der Eisenacher Aufbruch sein Mandat verlor, FÜR Esslingen eines der beiden einbüßte und das Bündnis Z.U.G. in Albstadt seinen Sitz behauptete.

### Kommunalpolitische Vertretung der Bündnisse mit MLPD-Beteiligung
| Stadt               | Jahr der Wahl | Sitze   | Prozent | Wahlbezeichnung                                 |
| ------------------- | ------------- | ------- | ------- | ----------------------------------------------- |
| Albstadt            | 2024          | 1 Sitz  | 3,3 %   | zukunftsorientiert unabhängig gemeinsam (ZUG)   |
| Bergkamen           | 2020          | 3 Sitze | 5,9 %   | Bergauf Bergkamen                               |
| Esslingen am Neckar | 2024          | 1 Sitz  | 2,7 %   | Fortschrittlich – Überparteilich – Rege (FÜR)   |
| Gelsenkirchen       | 2020          | 1 Sitz  | 1,2 %   | Alternativ – Unabhängig – Fortschrittlich (AUF) |
| Neukirchen-Vluyn    | 2020          | 2 Sitze | 5,3 %   | Neukirchen-Vluyn AUF geht’s                     |

## Parteistruktur
| Baden-Württemberg                                                                 |
| Bayern                                                                            |
| Elbe-Saale (Sachsen, Sachsen-Anhalt, Thüringen)                                   |
| Berlin-Brandenburg (Berlin, Brandenburg)                                          |
| Nord (Bremen, Hamburg, Niedersachsen, Schleswig-Holstein, Mecklenburg-Vorpommern) |
| Nordrhein-Westfalen                                                               |
| Rheinland-Pfalz, Hessen, Saarland                                                 |
| Thüringen                                                                         |

Parteivorsitzender war seit der Gründung im Jahr 1982 Stefan Engel, der am 1. April 2017 auf Beschluss des X. Parteitags in dieser Funktion von Gabi Fechtner abgelöst wurde. Das höchste Gremium der Organisation ist der Parteitag, zwischen den Parteitagen liegt die Entscheidungsbefugnis beim Zentralkomitee (ZK) der Partei. Als Mitglieder des ZK sind Stefan Engel, Monika Gärtner-Engel und 14 weitere Parteimitglieder bekannt.
Die Partei ist in Stützpunkte, Grundeinheiten (Parteigruppen), Orts- und Kreisverbände sowie Landesverbände gegliedert. Laut Eigenaussage sind die MLPD und ihr Jugendverband Rebell in über 450 Orten in Deutschland vertreten. Die Mehrzahl der Mitglieder sind Arbeiter und Angestellte, es gibt aber unter ihnen auch Selbständige. Der Frauenanteil in der MLPD beträgt 43 Prozent. Neben Betriebsgruppen, die vorrangig aufzubauen seien, existieren auch Wohngebietsgruppen. Nach Parteiangaben werden außerdem auch Hochschulgruppen und Umweltgruppen aufgebaut.
Mit 2.800 Mitgliedern ist die MLPD ungefähr gleichauf mit der DKP.

### Nebenorganisationen

Das Logo der MLPD-Jugendorganisation „Rebell“

Die Jugendorganisation der Partei heißt Jugendverband Rebell. Dem Rebell angegliedert ist die Kinderorganisation Rotfüchse.
Mit der MLPD verbunden sind
- die Willi-Dickhut-Stiftung e. V. mit dem Willi-Dickhut-Museum
- die Gesellschaft zur Förderung wissenschaftlicher Studien zur Arbeiterbewegung e. V. (GSA)

Verschiedene Kulturgruppen sind mit der MLPD verbunden, so der Ruhr-Chor, die Musikgruppe Nümmes in Berlin.
Mit dem Wahlbündnis AUF, das in einigen Städten wie in Gelsenkirchen und Essen auf kommunaler Ebene arbeitet, versucht die MLPD, ihre Vertreter in kommunalpolitische Strukturen einzubringen. AUF wird trotz der Dominanz der MLPD von der Partei als unabhängig dargestellt.
Nach Einschätzung des nordrhein-westfälischen Verfassungsschutzes (Bericht 2011) wird der Frauenverband Courage ebenfalls von der MLPD dominiert. Die Partei stellt den Frauenverband als überparteilich dar. Seit dem  Verfassungsschutzbericht Nordrhein-Westfalen von 2018 wurde der Frauenverband Courage nicht mehr namentlich aufgeführt. 2018 kam das Oberverwaltungsgericht NRW zu dem Urteil, wonach der Frauenverband Courage „nicht mehr als Unter-, Neben- oder Tarnorganisation der MLPD“ bezeichnet werden darf. Eine Verfassungsbeschwerde des Frauenverband Courage vor dem Bundesverfassungsgericht richtete sich dagegen, dass der Frauenverband im Verfassungsschutzbericht NRW 2013 überhaupt erwähnt wurde. Diese Klage wurde 2022 vom Bundesverfassungsgericht abgewiesen.
Verflochten mit der MLPD ist die Mediengruppe Neuer Weg, in deren Verlag die Parteizeitung sowie sämtliche Literatur aus der Partei erscheint. Vertragspartner des Verlags ist die Vertriebskette people to people, die über einen Online-Shop verfügt, in dem unter anderen Bücher des Parteivorsitzenden verkauft werden.

### Einrichtungen und Parteivermögen

#### Eigendarstellung zum Vermögen
Die MLPD finanziert sich eigenen Angaben zufolge ausschließlich über Mitgliedsbeiträge und Spenden. Das Parteivermögen ist überwiegend in Immobilien und Betrieben angelegt:
- das Ferien- und Freizeitzentrum in Truckenthal im Landkreis Sonneberg
- das Gebäude Koststraße 8 in Gelsenkirchen-Horst (Mieter: Arbeiterbildungszentrum ABZ)
- das Gebäude Horster Mitte (ehemaliges Sparkassengebäude) als Sitz des ZK und der Rebell-Verbandsleitung in Gelsenkirchen
- das Gebäude der MLPD-Kreisleitung in Berlin
- das Gebäude der MLPD-Kreisleitung in Stuttgart
- die Mediengruppe Neuer Weg GmbH in Gelsenkirchen und Berlin mit Druckerei, Verlag, Internetdiensten und Werbeagentur

Das Parteivermögen wird vom Vermögensverwaltungsverein Koststraße 8 e. V. (Vereinsvorsitzender Stefan Engel) in Gelsenkirchen verwaltet. Er gab im August 2013 das Parteivermögen mit 16 Millionen Euro an.
Am 28. November 2017 wurden die Konten der Partei bei der Deutschen Bank und der Postbank gekündigt. Die Partei legte dagegen Rechtsmittel ein.

#### Angaben gegenüber der Bundestagsverwaltung
Die Partei hat keinen Anspruch auf Mittel aus der staatlichen Parteienfinanzierung. Die Partei ist für ihre Größe vergleichsweise vermögend, ihr Reinvermögen betrug im Jahre 2008 etwa 5,7 Millionen Euro nach Abzug von Verbindlichkeiten, bei einem Gesamtvermögen von 14,9 Millionen Euro. Verbindlichkeiten bestanden hauptsächlich aus Bankkrediten (3,3 Millionen Euro) und gegenüber sonstigen Darlehensgebern (5,9 Millionen Euro). Dem stehen ein Haus- und Grundvermögen von 11,0 Millionen Euro, 0,9 Millionen Euro Finanzanlagen sowie ein Umlaufvermögen von 2,9 Millionen Euro gegenüber. Nicht im Parteivermögen aufgeführt ist das Vermögen des Jugendverbandes Rebell.
Von 2005 bis 2007 wurden Großspenden einer Einzelperson in Höhe von insgesamt 2,5 Millionen Euro verbucht. Im Dezember 2011 erhielt die Partei Einzelspenden in Höhe von 100.000 und 113.969,15 Euro. Im Oktober 2012 erhielt die MLPD von einem Ehepaar aus Wilhelmshaven eine Einzelspende in Höhe von 115.000 Euro, im Juli 2013 ging eine Einzelspende in Höhe von 110.000 Euro bei der Partei ein. Im Oktober 2015 spendete ein Mann aus Oberhausen 252.400 Euro, die größte Einzelspende an eine Partei im Jahr 2015.

#### Unternehmensbeteiligungen
Die MLPD hält 96 Prozent am Buchführungsbüro Essener Str. 86 GmbH in Gelsenkirchen-Horst. Offiziell ist die Partei nicht an weiteren Unternehmen beteiligt, ihren Immobilienbesitz schlüsselt sie im Rechenschaftsbericht nicht weiter auf. Die Partei ließ sich von der zum Vermögensverein gehörenden Im Waldgrund GmbH & Co. KG Bauleistungen in fünfstelliger Höhe gutschreiben.

### Parteipresse

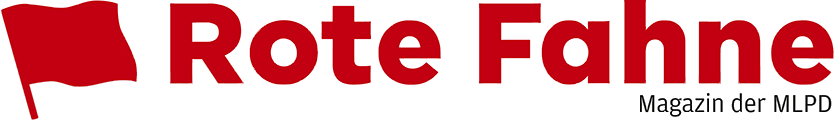
Logo der Roten Fahne der MLPD

- Rote Fahne Magazin, zweiwöchentlich erscheinendes Zentralorgan, Redaktionsleiter: Jörg Weidemann
- Lernen und Kämpfen, interne Publikation
- Revolutionärer Weg, theoretische Schriftenreihe
- Rebell, Magazin der gleichnamigen Jugendorganisation

Diese Publikationen erscheinen im Parteiverlag Neuer Weg.
- Kleinzeitungen der MLPD vor allem in Großstädten, wie Vor Ort herausgegeben von der Kreisleitung Gelsenkirchen.

### Parteizentrale

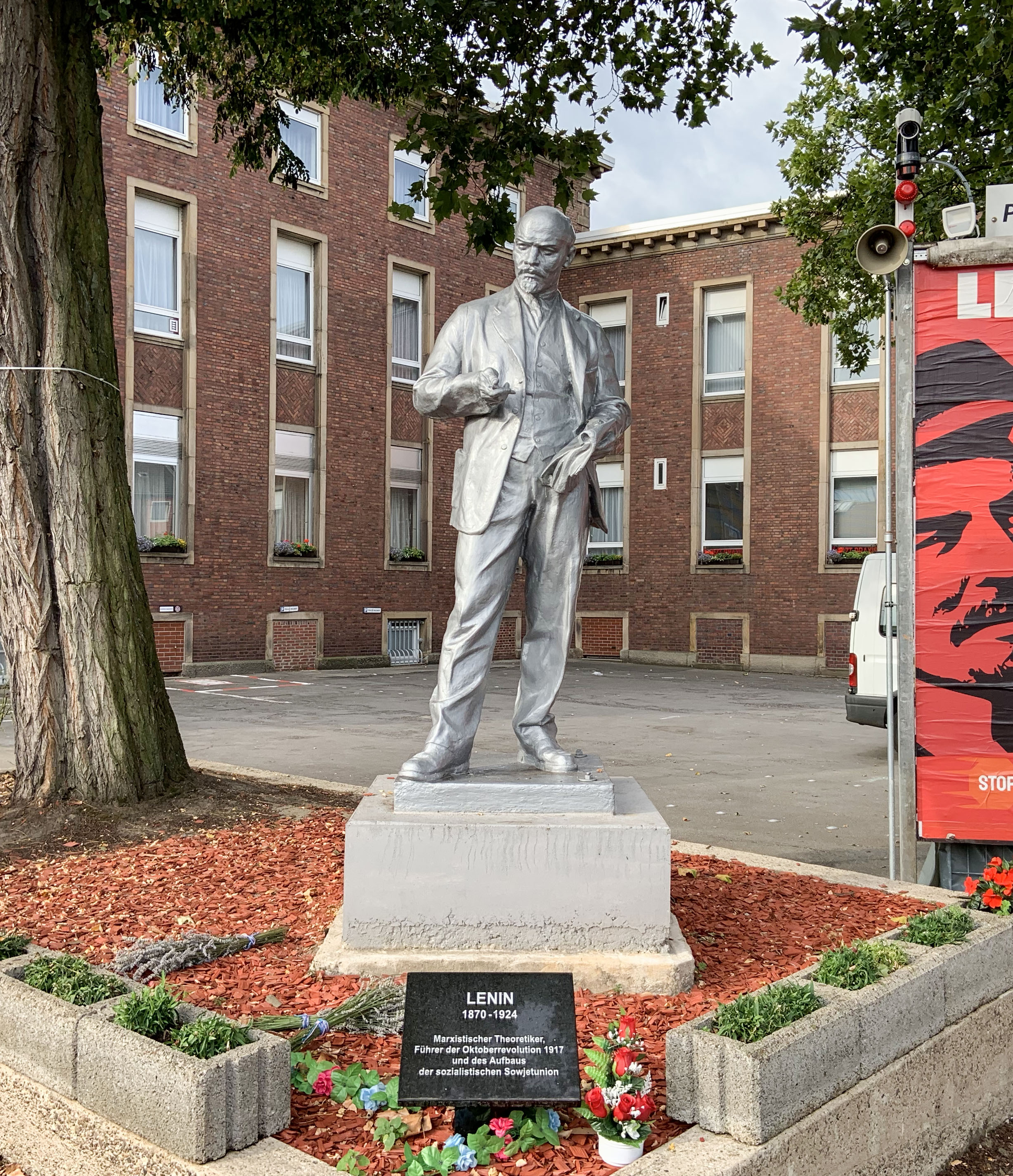
Lenindenkmal vor der Parteizentrale

Die Parteizentrale der MLPD befindet sich in Gelsenkirchen (Nordrhein-Westfalen), Stadtteil Horst im vorherigen Filialgebäude der Sparkasse. Anlässlich des 150. Geburtstages Lenins am 22. April 2020 enthüllte die MLPD vor ihrer Parteizentrale am 20. Juni eine 2,15 m hohe Leninstatue. Den Einspruch der Stadt Gelsenkirchen gegen das Denkmal hatte am 5. März das Verwaltungsgericht Gelsenkirchen abgewiesen; das Oberverwaltungsgericht bestätigte diese Entscheidung. Im August 2022 wurde aus Anlass des 40-jährigen Bestehens der Partei auch für Karl Marx eine Statue aufgestellt.

## Beobachtung durch den Verfassungsschutz
Die MLPD wird seit vielen Jahren wegen des Verdachts auf verfassungsfeindliche Aktionen von Verfassungsschutzbehörden des Bundes und der Länder beobachtet. Nach dabei gewonnenen Erkenntnissen versuchte die MLPD beispielsweise, sich gegen die Hartz-IV-Gesetzgebung wendende Proteste und Initiativen zu nutzen, um verfassungsfeindliche Ideen zu verbreiten. Sie wurde 2010 vom Innenministerium des Landes NRW als „politisch kaum wahrnehmbare Splittergruppierung“ eingestuft, die sogar innerhalb des linksextremistischen Spektrums durch „ihre ideologische Formelhaftigkeit“ weitgehend isoliert sei.

## Politische Isolation und Vorwürfe gegenüber der Partei
Der Politikwissenschaftler und Soziologe Armin Pfahl-Traughber schrieb 2013, die MLPD sei politisch isoliert:

„Bilanzierend betrachtet handelt es sich bei der MLPD um eine politisch isolierte Organisation. Hinzu kommt das hohe Ausmaß an ideologischem Dogmatismus, der exklusive Anspruch auf den ‚wahren Sozialismus‘ und das starke Maß sozialer Einbindung. […] Ihr Dogmatismus und Spaltungselan verschreckt allerdings schnell andere Anwesende aus dem linken und linksextremistischen Spektrum. Gleichwohl zeigt sich die MLPD durch ihre Organisationsstruktur immer wieder in hohem Maße als mobilisierungsfähiger Akteur.“

Im Juli 2012 klagten Stefan Engel und die MLPD vor dem Landgericht Essen gegen den Verlag Ferdinand Schöningh sowie gegen die Autoren Harald Bergsdorf und Rudolf van Hüllen. Die Unterlassungsklage richtete sich gegen Behauptungen in deren Buch Linksextrem – Deutschlands unterschätzte Gefahr?, welches sich hauptsächlich gegen die Partei Die Linke richtete, aber auch gegen die MLPD, welche im Buch bloß eine kleine Rolle zusammen mit der DKP spielte. Das Landgericht Essen wies die Klage am 11. April 2013 weitgehend ab: Zwei Aussagen seien als unbewiesene Tatsachenbehauptungen zu unterlassen. Alle anderen Aussagen, namentlich dass es sich bei der MLPD um eine in Parteiform gekleidete Sekte handele, maoistische Gehirnwäsche betrieben werde, die Unterwerfung unter den Führungsanspruch der Partei verlangt werde und Intellektuelle in dieser Partei eher nicht willkommen seien, bewertete das Gericht als zulässige und vom Grundgesetz geschützte Meinungsäußerungen, aber nicht als bewiesene Tatsachenbehauptungen, welche sich nachweisen lassen. Die MLPD trug 51,4 % und Engel 32,4 % der Prozesskosten. Nach diesem Urteilsspruch nahm der Verlag das Buch vom Markt, da eine Überarbeitung des Buches nicht lohnenswert und gewinnbringend sei.
Helmut Müller-Enbergs schrieb 2008, die MLPD sei eine „stalinistische Sekte“.

## Internationale Verbindungen

Logo der ICOR

Nach eigener Aussage unterhält die Partei Beziehungen zu weltweit „mehr als 700 Parteien, Initiativen, Personen und Organisationen“. Die Partei solidarisiert sich dabei mit Gruppierungen wie der Kommunistischen Partei der Philippinen (PKP). Die MLPD setzte die Solidarisierung mit der PKP auch fort, nachdem diese von der EU als terroristische Organisation eingestuft wurde.
2001 wurde in Zutphen, Niederlande, die International League for Peoples’ Struggle gegründet; die MLPD nimmt dabei einen Beobachterstatus ein.
Die Internationale Konferenz Marxistisch-Leninistischer Parteien und Organisationen (IKMLPO) war ein internationaler Dachverband von etwa 30 kommunistischen Organisationen, der 1998 von der MLPD mit anderen Parteien und Organisationen initiiert wurde und sich 2017 auflöste. Sie war maoistisch geprägt.
Die International Coordination of Revolutionary Parties and Organizations (ICOR, zu deutsch: Internationale Koordinierung revolutionärer Parteien und Organisationen), die am 6. Oktober 2010 auf Initiative der Marxistisch Leninistischen Partei Deutschlands in Berlin gegründet wurde, ist ein Zusammenschluss von weltweit 60 kommunistischen und sozialistischen Parteien. Der damalige MLPD-Vorsitzende Stefan Engel wurde zum Hauptkoordinator der ICOR gewählt. Engel wurde in dieser Funktion seit Anfang 2016, nach eigenen Angaben aus gesundheitlichen Gründen, schrittweise von Monika Gärtner-Engel abgelöst. Inhaltlich versteht sich die ICOR als marxistisch-leninistisch und antitrotzkistisch.

### Aufbauarbeit in Kobanê
2015 konnte man sich bei der MLPD bewerben, um als „ICOR Helfer“ zum Wiederaufbau der durch die Terrororganisation Islamischer Staat zu großen Teilen zerstörten Stadt Kobanê im kurdischen Teil Syriens beizutragen und ein Gesundheitszentrum zu bauen. Die Hilfsbrigaden bestanden aus Helfern aus mehreren Ländern.